# Sant Andreu Arenal/Fabra i Puig (metropolitana di Barcellona)
Fabra i Puig è una stazione della linea 1 della Metropolitana di Barcellona che costituisce anche un nodo di interscambio con la stazione di Sant Andreu Arenal delle Rodalies de Catalunya.
La stazione è situata nel distretto di Sant Andreu sotto Avinguda Meridiana tra Carrer de Concepció Arenal e Passeig de Fabra i Puig.
La stazione venne aperta nel 1954.